# Cedar Hill (Texas)
Cedar Hill es una ciudad ubicada en el condado de Dallas en el estado estadounidense de Texas. En el Censo de 2010 tenía una población de 45.028 habitantes y una densidad poblacional de 484,1 personas por km².

## Geografía
Cedar Hill se encuentra ubicada en las coordenadas 32°35′4″N 96°57′32″O / 32.58444, -96.95889. Según la Oficina del Censo de los Estados Unidos, Cedar Hill tiene una superficie total de 93.01 km², de la cual 92.77 km² corresponden a tierra firme y (0.26%) 0.25 km² es agua.

## Demografía
Según el censo de 2010, había 45.028 personas residiendo en Cedar Hill. La densidad de población era de 484,1 hab./km². De los 45.028 habitantes, Cedar Hill estaba compuesto por el 35.39% blancos, el 51.93% eran afroamericanos, el 0.5% eran amerindios, el 2.02% eran asiáticos, el 0.05% eran isleños del Pacífico, el 7.37% eran de otras razas y el 2.76% pertenecían a dos o más razas. Del total de la población el 18.67% eran hispanos o latinos de cualquier raza.